# Fishbourne, Isle of Wight
Fishbourne är en by och en civil parish i Storbritannien. Den ligger i grevskapet Isle of Wight och riksdelen England, i den södra delen av landet, 120 km sydväst om huvudstaden London. Fishbourne ligger på ön Isle of Wight.